# 外務大臣
外務大臣（がいむだいじん）または外相（がいしょう）は、主権国家において外交政策の立案を補佐する政府の閣僚。

## 概説
外務省は多くの場合、政府首班の下で最上位クラスの機関とみなされている。連立政権では、副首相に権限が与えられる事がある。
外務大臣の権力は、政府ごとに異なる。古典的な議院内閣制においては外務大臣が対外政策の決定に及ぼす権力は絶大であるが、首相の力が強い場合にはその権力は限定され補助的な政策の決定のみに携わる場合もある。大統領制を採る国では大統領が強力な権力を持つので外務大臣の機能はより制限される。
第二次世界大戦の終わり頃から、外務大臣と国防大臣が外交戦略の諮問委員会（米国では国家安全保障会議と呼ばれる）の構成員を兼ねる事が一般的になった。19世紀から20世紀の初頭にかけては、多くの国家において政府首班が外務大臣の役割を兼ねていたが、今日の先進国でこの制度を採る国はまれである。
外務大臣は政治的な役割を果たす事はもちろん、伝統的に外交に関する幅広い役割（例えば外国の指導者を接待したり他国を公式訪問するなど）を担っている。一般的には、閣僚の中で最も多く外遊するのが外務大臣である。
アメリカでは外務大臣は国務長官(Secretary of State) と呼ばれる。最も歴史の長い閣僚ポストである。イギリスでは、1968年に過去に分割された外務省と連邦省が合併し、外務・英連邦省となった時からこのポストは外務大臣 (Foreign Secretary) と呼ばれる。2020年には外務・英連邦省と国際開発省が統合されたため、公式な名称は外務・英連邦・開発大臣 (Secretary of State for Foreign, Commonwealth and Development Affairs) であり、首相、財務大臣、内務大臣と共にGreat Offices of Stateと呼ばれる重要閣僚の一つである。
スペイン語圏のラテンアメリカ諸国では、外務大臣は canciler との名で呼ばれる。

## 各国の外務大臣
| 国名、地方名         | 外交機関                             | 機関の長                     |
| -------------------- | ------------------------------------ | ---------------------------- |
| アブハジア           | 外務省                               | 外務大臣                     |
| アフガニスタン       | 外務省                               | 外務大臣                     |
| アルバニア           | 外務省                               | 外務大臣                     |
| アンゴラ             | 対外関係省                           | 対外関係大臣                 |
| アルゼンチン         | 外務・国際通商・宗務省               | 外務・国際通商・宗務大臣     |
| アルメニア           | 外務省                               | 外務大臣                     |
| オーストラリア       | 外務貿易省                           | 外務貿易大臣                 |
| オーストリア         | 欧州・国際関係省                     | 欧州・国際関係大臣           |
| アゼルバイジャン     | 外務省                               | 外務大臣                     |
| バハマ               | 外務省                               | 外務大臣                     |
| バングラデシュ       | 外務省                               | 外務大臣                     |
| ベラルーシ           | 外務省                               | 外務大臣                     |
| ベルギー             | 外務・貿易・開発協力連邦公共サービス | 外務・貿易・開発協力大臣     |
| ベナン               | 外務・アフリカ統一省                 | 外務・アフリカ統一大臣       |
| ブラジル             | 対外関係省                           | 対外関係大臣                 |
| ブルガリア           | 外務省                               | 外務大臣                     |
| ビルマ               | 外務省                               | 外務大臣                     |
| カナダ               | 国際関係省                           | 外務大臣                     |
| 中国                 | 外交部                               | 外交部長                     |
| 香港（中国）         | 商務及経済発展局 政制及内地事務局    | 局長                         |
| チリ                 | 外務省                               | 外務大臣                     |
| コロンビア           | 外務省                               | 外務大臣                     |
| コンゴ民主共和国     | 外務省                               | 外務大臣                     |
| クロアチア           | 外務・欧州統合省                     | 外務・欧州統合大臣           |
| キューバ             | 外務省                               | 外務大臣                     |
| キプロス             | 外務省                               | 外務大臣                     |
| チェコ               | 外務省                               | 外務大臣                     |
| デンマーク           | 外務省                               | 外務大臣 (リスト)            |
| エクアドル           | 外務・貿易・統一省                   | 外務・貿易・統一大臣         |
| エジプト             | 外務省                               | 外務大臣                     |
| エストニア           | 外務省                               | 外務大臣                     |
| エチオピア           | 外務省                               | 外務大臣                     |
| 欧州連合             | 欧州対外行動局                       | 外務・安全保障政策上級代表   |
| フィジー             | 外務省                               | 外務大臣                     |
| フィンランド         | 外務省                               | 外務大臣                     |
| フランス             | 外務省                               | 外務大臣                     |
| ガボン               | 外務省                               | 外務大臣                     |
| ジョージア           | 外務省                               | 外務大臣                     |
| ドイツ               | 外務省                               | 外務大臣                     |
| 東ドイツ             | 外務省                               | 外務大臣                     |
| ガーナ               | 外務省                               | 外務大臣                     |
| ギリシャ             | 外務省                               | 外務大臣                     |
| ハイチ               | 外務省                               | 外務大臣                     |
| ハンガリー           | 外務省                               | 外務大臣                     |
| アイスランド         | 外務省                               | 外務大臣                     |
| インド               | 外務省                               | 外務大臣                     |
| インドネシア         | 外務省                               | 外務大臣                     |
| イラン               | 外務省                               | 外務大臣                     |
| イラク               | 外務省                               | 外務大臣                     |
| アイルランド         | 外務貿易省                           | 外務貿易大臣                 |
| イスラエル           | 外務省                               | 外務大臣                     |
| イタリア             | 外務省                               | 外務大臣                     |
| 日本                 | 外務省                               | 外務大臣                     |
| ヨルダン             | 外務省                               | 外務大臣                     |
| カザフスタン         | 外務省                               | 外務大臣                     |
| ケニア               | 外務省                               | 外務大臣                     |
| コソボ               | 外務省                               | 外務大臣                     |
| キルギス             | 外務省                               | 外務大臣                     |
| リベリア             | 外務省                               | 外務大臣                     |
| リビア               | 外務省                               | 外務大臣                     |
| リトアニア           | 外務省                               | 外務大臣                     |
| ルクセンブルク       | 外務省                               | 外務大臣                     |
| マレーシア           | 外務省                               | 外務大臣                     |
| マルタ               | 外務省                               | 外務大臣                     |
| モーリタニア         | 外務省                               | 外務大臣                     |
| メキシコ             | 外務省                               | 外務大臣                     |
| モルドバ             | 外務省・欧州統合省                   | 外務・欧州統合大臣           |
| モンテネグロ         | 外務省                               | 外務大臣                     |
| ナミビア             | 外務省                               | 外務大臣                     |
| オランダ             | 外務省                               | 外務大臣                     |
| ニュージーランド     | 外務貿易省                           | 外務大臣                     |
| ニジェール           | 外務・協力・アフリカ統合省           | 外務・協力・アフリカ統合大臣 |
| ナイジェリア         | 外務省                               | 外務大臣                     |
| ノルウェー           | 外務省                               | 外務大臣                     |
| パキスタン           | 外務省                               | 外務大臣                     |
| パレスチナ           |                                      | 外務庁長官                   |
| ペルー               | 外務省                               | 外務大臣                     |
| フィリピン           | 外務省                               | 外務大臣                     |
| ポーランド           | 外務省                               | 外務大臣                     |
| ポルトガル           | 外務省                               | 外務大臣                     |
| ルーマニア           | 外務省                               | 外務大臣                     |
| ロシア               | 外務省                               | 外務大臣                     |
| サントメ・プリンシペ | 外務省                               | 外務大臣                     |
| セネガル             | 外務省                               | 外務大臣                     |
| セルビア             | 外務省                               | 外務大臣                     |
| セーシェル           | 外務省                               | 外務大臣                     |
| シエラレオネ         | 外務・国際協力省                     | 外務・国際協力大臣           |
| シンガポール         | 外務省                               | 外務大臣                     |
| スロバキア           | 外務省                               | 外務大臣                     |
| スロベニア           | 外務省                               | 外務大臣                     |
| 南アフリカ           | 国際関係・協力省                     | 国際関係・協力大臣           |
| 韓国                 | 外交部                               | 外交部長官                   |
| 南オセチア           | 外務省                               | 外務大臣                     |
| スリランカ           | 外務省                               | 外務大臣                     |
| ソビエト連邦         | ソビエト連邦外務省                   | 外務大臣                     |
| スペイン             | 外務・欧州連合・協力省               | 外務・欧州連合・協力大臣     |
| スウェーデン         | 外務省                               | 外務大臣                     |
| スイス               | 連邦外務省                           | 外務長官                     |
| シリア               | 外務省                               | 外務大臣                     |
| 台湾                 | 外交部                               | 外交部長                     |
| タジキスタン         | 外務省                               | 外務大臣                     |
| タイ                 | 外務省                               | 外務大臣                     |
| トンガ               | 外務省                               | 外務大臣                     |
| トルコ               | 外務省                               | 外務大臣                     |
| ウクライナ           | 外務省                               | 外務大臣                     |
| イギリス             | 外務・英連邦・開発省                 | 外務・英連邦・開発大臣       |
| アメリカ             | 国務省                               | 国務長官                     |
| ウルグアイ           | 外務省                               | 外務大臣                     |
| ウズベキスタン       | 外務省                               | 外務大臣                     |
| バチカン市国         | 国務省外務局                         | 外務長官                     |
| ベネズエラ           | 外務省                               | 外務大臣                     |
| ベトナム             | 外務省                               | 外務大臣                     |
| ユーゴスラビア       |                                      | 外務大臣                     |
| ジンバブエ           | 外務省                               | 外務大臣                     |